# 柏靈頓：熊愛趴趴走
是改編自麥可·龐德的英國童話《熊》的喜劇電影。演員有休·邦尼維爾、莎莉·霍金斯、妮可·基嫚等。英国于2014年11月28日上映。

## 剧情
英国探险家克莱德前往秘鲁探险时，发现了会直立行走和说话的熊Pastuzo和Lucy，在与它们生活了一段时间后，克莱德赠送给了熊们一顶帽子，并邀请它们以后去伦敦找他。
数年后，小熊与熊叔叔Pastuzo和熊阿姨Lucy学到了一些伦敦的知识。一次地震过后，熊叔叔遇难了。于是熊阿姨就让小熊只身去伦敦生活。乘船来到伦敦后，小熊在火车站认识了布朗一家。尽管布朗先生起初不愿意带小熊回家，可是在布朗夫人的坚持下，小熊终于获准在他们家过夜，它还给起了一个英文名字——帕丁顿(Paddington)。帕丁顿尽管在布朗家里惹了麻烦，可是它却巧合地帮助警方抓获了一名盗贼，成为报纸上的英雄，并得到布朗先生子女的热爱。
为了给帕丁顿寻找一个家，布朗一家开始寻找那位探险家克莱德的住处。在一次布朗先生由于帕丁顿惹祸而与夫人发生争吵后，帕丁顿决定离开布朗家并落入到了反派人物米莉森女士的手中，原来她就是已经去世的探险家克莱德的女儿，当初克莱德由于拒绝为自然学会取得熊标本而被学会开除，导致克莱德一家生活窘迫，而他女儿米莉森这次就是要把帕丁顿制作成一幅熊标本。
所幸最后在布朗一家的救助下，帕丁顿得救，米莉森也被法院判处在宠物动物园里从事社区服务之惩罚，帕丁顿成为布朗一家的新成员后，它写信告诉露西阿姨说它已在伦敦找到了一个幸福之家。

## 角色
| 角色                       | 譯名      | 演員/配音員   | 台灣配音 | 香港配音 |
| -------------------------- | --------- | ------------- | -------- | -------- |
| Paddington                 | 柏靈頓    | 本·威士肖     | 王辰驊   | 陳楚鍵   |
| Mr. Henry Brown            | 亨利·布朗 | 休·邦尼維爾   | 夏治世   | 高翰文   |
| Mrs. Mary Brown            | 瑪莉·布朗 | 莎莉·霍金斯   | 龍顯蕙   | 潘芳芳   |
| Judy Brown                 | ·布朗     | 瑪德蓮·哈里斯 | 陳貞伃   | 林寶怡   |
| Jonathan Brown             | ·布朗     | 山繆·喬瑟林   |          |          |
| Mrs. Bird                  | 柏蒂太太  | 茱莉·華特絲   | 崔幗夫   | 謝月美   |
| Mr. Samuel Gruber          | 古柏先生  | 吉姆·布洛班特 | 周寧     | 李忠強   |
| Mr. Reginald Curry         | 先生      | 彼得·卡帕尔蒂 | 孫中台   | 黃文偉   |
| Millicent Clyde            |           | 妮可·基嫚     | 劉小芸   | 郭碧珍   |
| Uncle Pastuzo              |           | 邁可·坎邦     | 王希華   | 李忠強   |
| Aunt Lucy                  |           | 伊美黛·史道頓 | 謝佼娟   | 謝月美   |
| Barry - the security guard |           | 賽門·法納比   | 陳宗岳   | 陳旭恆   |
| Joe the taxi driver        |           | 马修·卢卡斯   |          | 李建良   |

## 反响

### 評價
根據爛番茄的161條評論，擁有97%超高鮮度，平均得分7.9／10，觀眾分數平均為80%。在Metacritic上，電影獲得了77分。

### 票房
英国方面，首周末取得800万美元，这成为 StudioCanal 公司作品最高首映成绩以及年度第二高(第一是动画片《乐高大电影》)的家庭电影首映成绩。
北美方面，于2015年1月16日上映，首周末获得1920万美元，次于战争片《美国狙击手》和喜剧片 The Wedding Ringer 列第三位。
中国大陆方面，首周四天获得4800万人民币列第六位，次周收3500万蝉联第六位，第三周收1250万列第八位，最终累计1.012亿。

## 榮譽
| 獎稱                             | 獎項                            | 受獎者                 | 結果 |
| -------------------------------- | ------------------------------- | ---------------------- | ---- |
| 第68届英国电影学院奖             | 傑出英國電影                    | 大衛·海曼 與 Paul King | 提名 |
| 第68届英国电影学院奖             | 最佳改編劇本                    | Paul King              | 提名 |
| 第20屆帝國獎(20th Empire Awards) | 最佳英國電影(Best British Film) | 大衛·海曼與 Paul King  | 提名 |
| 第20屆帝國獎(20th Empire Awards) | 最佳喜劇電影(Best Comedy Film)  | 大衛·海曼與 Paul King  | 提名 |

## 外部連結
- 官方网站
- 互联网电影数据库（IMDb）上《柏靈頓：熊愛趴趴走》的资料（英文）
- 爛番茄上《柏靈頓：熊愛趴趴走》的資料（英文）
- Box Office Mojo上《柏靈頓：熊愛趴趴走》的資料（英文）
- AllMovie上《柏靈頓：熊愛趴趴走》的资料（英文）
- Metacritic上《柏靈頓：熊愛趴趴走》的資料（英文）
- 開眼電影網上《柏靈頓：熊愛趴趴走》的資料（繁體中文）
- 豆瓣电影上《柏靈頓：熊愛趴趴走》的資料 （简体中文）
- 时光网上《柏靈頓：熊愛趴趴走》的資料（简体中文）